# Mahayana
El budisme mahayana (en devanagari महायान, mahāyāna, literalment en sànscrit "gran vehicle") és una de les branques principals del budisme que es practica de manera predominant a la Xina, al Tibet, al Japó, a Corea, al Vietnam i a Taiwan. A partir del mahayana es va desenvolupar el vajrayana, escola esotèrica que afirma combinar totes les escoles prèvies.

## Orígens
Els seus estudiosos creuen que el mahayana com a moviment separat va començar al voltant del segle i al nord-oest de l'Índia.
Segons els experts, el desenvolupament del mahayana va ser un procés lent i gradual. El mahayana no era una escola rival i, per tant, no va ser la conseqüència d'un cisma (sanghbheda). Monjos mahayana i no mahayana podien conviure sense discòrdia en el mateix monestir, sempre que es regeixin pel mateix codi, malgrat que hi ha raons per a creure que monjos no mahayana van poder haver vist amb una mica de burla les creences i pràctiques privades dels seus germans mahayana.

## Escriptures
El mahayana s'aparta de la tradició nikaya (de vegades coneguda com les escoles theravada) en la seva acceptació de les sutres mahayana. Les escoles mahayana, no obstant això, no rebutgen els sutres nikaya, com els que componen el Cànon Pali; aquests també són acceptats com fent autoritat.
Les escriptures mahayana van ser fixades al segle i aC. Algunes, com els sutres La Perfecció de la Saviesa, es presenten com a sermons reals de Buda que haurien estat ocults: segons algunes fonts, aquests sermons van ser passats per tradició oral com altres sutres, però altres fonts afirmen que van ser ocultats i després revelats diversos segles més endavant per una via mitològica. A més de sutres, alguns textos mahayana són essencialment comentaris.